# Оїдзумі (Ґумма)

36°14′52″ пн. ш. 139°24′18″ сх. д. / 36.24778° пн. ш. 139.40500° сх. д.
О́їдзумі (яп. 大泉町, おおいずみまち, МФА: [oː.id͡zumʲi mat͡ɕi̥]) — містечко в Японії, в повіті Ора префектури Ґумма. Станом на 1 жовтня 2007 площа містечка становила 17,93 км². Станом на 1 серпня 2008 населення містечка становило 41 157 осіб.